# Dasyhelea sziladyi
Dasyhelea sziladyi är en tvåvingeart som beskrevs av Zilahi-sebess 1936. Dasyhelea sziladyi ingår i släktet Dasyhelea och familjen svidknott. Inga underarter finns listade i Catalogue of Life.